# 코먼 (래퍼)
코먼(Common, 1972년 5월 13일 ~ )은 미국의 래퍼, 송라이터, 배우, 사회운동가이다. 1992년 'Can I Borrow a Dollar?'로 언더그라운드에 데뷔했다. 또한 솔과 힙합을 전문으로 하는 동호회 솔쿼리언스 일원이기도 하다.
2000년 첫 오버그라운드 앨범 'Like Water for Chocolate'을 발매하였다. 2006년 'Be'로 그래미 상을 받았으며, 'Southside'라는 곡으로 '베스트 힙합 상', '베스트 듀오 상'을 탔다. 2005년부터 카녜이 웨스트의 GOOD 뮤직 소속이 되어 2007년 베스트앨범 'Thisisme Then' 등 세 장의 앨범을 발매하였다. 2011년 GOOD를 떠나 독자 레이블 싱크 코먼 엔터테인먼트를 차렸다. 
연기도 병행하며, 덴절 워싱턴이 주연한 《아메리칸 갱스터》(2007), 크리스천 베일이 주연한 《터미네이터: 미래전쟁의 시작》(2009) 등에 출연했다.

## 음반 목록

### 정규 앨범
| 발매일 | 앨범                           | 레이블                        |
| ------ | ------------------------------ | ----------------------------- |
| 1992   | Can I Borrow a Dollar?         | 렐러티비티 레코즈             |
| 1994   | Resurrection                   | 렐러티비티 레코즈             |
| 1997   | One Day It'll All Make Sense   | 렐러티비티 레코즈             |
| 2000   | Like Water for Chocolate       | MCA 레코드 유니버설 뮤직 그룹 |
| 2002   | Electric Circus                | MCA 레코드 유니버설 뮤직 그룹 |
| 2005   | Be                             | GOOD 게펀                     |
| 2007   | Finding Forever                | GOOD 게펀                     |
| 2008   | Universal Mind Control         | GOOD 게펀                     |
| 2011   | The Dreamer/The Believer       | 싱크 코먼 워너 브라더스       |
| 2014   | Nobody's Smiling               | ARTium 데프 잼                |
| 2016   | Black America Again            | ARTium 데프 잼                |
| 2019   | Let Love                       | 로마 비스타 콩코드            |
| 2020   | A Beautiful Revolution (Pt. 1) | 로마 비스타                   |
| 2021   | A Beautiful Revolution (Pt. 2) | 로마 비스타                   |

## 영상 목록

### 영화
| 개봉한 해 | 제목                         | 배역                 |
| --------- | ---------------------------- | -------------------- |
| 2002      | 흑설탕                       | 본인                 |
| 2006      | 블록파티                     | 본인                 |
| 2006      | 스모킹 에이스                | "아이비 경"          |
| 2007      | 아메리칸 갱스터              | 터너 루커스          |
| 2008      | 스트리트 킹                  | 가짜 코츠            |
| 2008      | 원티드                       | "더 건스미스"        |
| 2009      | 터미네이터: 미래 전쟁의 시작 | 반스                 |
| 2013      | 나우 유 씨 미: 마술사기단    | 에번스               |
| 2014      | 모든 비밀스러운 것들         | 데블린 해치          |
| 2015      | 런 올 나이트                 | 앤드루 프라이스      |
| 2015      | 찰리 되기                    | 트래비스             |
| 2017      | 존 윅: 리로드                | 캐시언               |
| 2018      | 이야기                       | 마틴                 |
| 2018      | 더 헤이트 유 기브            | 칼로스               |
| 2019      | 비밀정보원: 인 더 프리즌     | 에드워드 그렌스      |
| 2019      | 더 키친                      | FBI 요원 게리 실버스 |
| 2020      | 에이바                       | 마이클               |